# 朴正天
朴正天（朝鲜语：／，？—），又译朴正川，朝鮮軍事家，现任朝鲜劳动党中央委员会政治局委员、党中央军事委员会副委员长、党中央委员会书记、国务委员会委员、党中央委员会军政指导部部长，軍銜為朝鮮人民軍元帅。據報，他是最高領導人金正恩的親信。

## 生平
外間對於朴正天的生平所知不多，有指他因在延坪島炮擊事件立功，而得到金正日和金正恩二人的賞識。2011年12月，金正恩正式成為北韓的最高領導人，此後，朴正天曾多次陪同他參與不同的活動。2013年，朴正天從中將晉升為上將。翌年3月，他在當屆的最高人民會議選舉中首次當選為代議員。2019年3月，於最高人民會議選舉位。接著又在4月獲晉升為大將。2019年9月6日，朴正天由炮兵司令員轉任朝鲜人民军总参谋长。翌年4月，獲提拔為黨中央政治局委員。接著又於5月晉升為次帥。2020年10月晉升為元帅。2021年6月29日，朴正天与李炳哲一起遭到整肃，军衔也降为次帅；但两个多月后的9月7日即重返权力核心层，担任朝鲜劳动党中央政治局常委、党中央书记。
2022年12月31日，在朝鲜劳动党第八届中央委员会第六次全体会议上被解除职务，原因不明。第二天朝中社发表的公报也未提及其名字，去向不明。2023年8月3日至5日,朴正天陪同金正恩參觀輕武器生产线。朝中社报道提及名字并配图，但未提及其职务。2023年8月9日举行的朝鲜劳动党第八届中央军事委员会第七次扩大会议上，朝中社配图中出现朴正天，但未提及其名字和职务。
2023年9月，任朝鲜劳动党中央军政指导部长。
2023年12月31日，朝鲜劳动党八届九中全会公报发表，朴正天补选为党中央委员会委员、中央政治局委员、中央军事委员会副委员长、党中央委员会书记。
2024年12月16日，美国财政部外国资产控制办公室 (OFAC)宣布对朝鲜、俄罗斯和中国的银行机构网络以及俄罗斯石油公司和朝鲜高级官员，就朝鲜与俄罗斯提供财政和军事支持，以及朝鲜的弹道导弹计划，对合共9名个人和7个实体实施制裁，朴正天被列入制裁名单。

## 資料來源
1. ↑  . 环球网. 2019-12-05  [2022-07-11].
2. 1 2  "朝代議員名單公佈 天安艦主謀再當選" 的存檔，存档日期2014-03-12. 《朝鮮日報》中文版 2014 3 12
3. ↑  "朝鮮金正恩乘坐木船訪問西海最前方島嶼" 《中央日報》 2012 8 20
4. 1 2  "北 김정은 군부대 수행 주목 박정천은 포병사령관" （页面存档备份，存于） 《韓聯社》 2013 5 8
5. ↑  . 統一新聞. 2019-03-12  [2019-03-13]. （原始内容存档于2019-03-13） （韩语）.
6. ↑  . 勞動新聞. 2019-04-15  [2019-04-15]. （原始内容存档于2019-04-15） （中文）.
7. ↑  .   [2019-09-09]. （原始内容存档于2019-09-23）.
8. ↑  . 勞動新聞. 2020-04-12  [2020-04-13]. （原始内容存档于2020-04-13） （中文）.
9. ↑  . 勞動新聞. 2020-05-24  [2020-07-16]. （原始内容存档于2020-07-16） （中文）.
10. ↑  . 东京新闻.   [2023-01-01]. （原始内容存档于2023-01-01） （日语）.
11. ↑  . 朝鲜中央通讯社.   [2023-01-01]. （原始内容存档于2023-01-01）.
12. ↑  . 朝鲜中央通讯社.   [2023-08-10]. （原始内容存档于2023-08-05）.
13. ↑  . 朝鲜中央通讯社.   [2023-08-10]. （原始内容存档于2023-08-10）.
14. ↑  . 韩联社. 2023-09-08  [2023-09-14].
15. ↑  . 朝中社. 2023-12-31  [2024-01-04]. （原始内容存档于2024-01-04）.
16. ↑  . U.S. Department of the Treasury. 2024-12-16. （原始内容存档于2025-03-14） （英语）.